# Blüthner

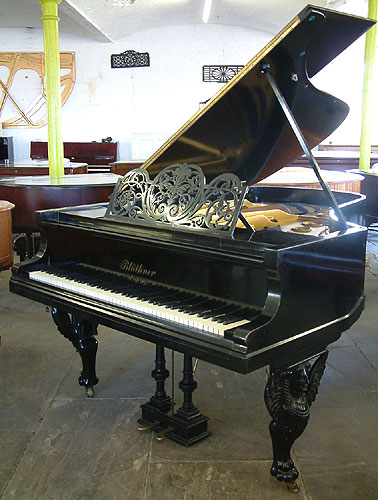
Blüthner vleugel met gestileerde lessenaar

Blüthner is een vooraanstaande Duitse piano- en vleugelfabrikant. De fabriek is gevestigd in het Duitse Leipzig in Saksen, waar ze in 1853 is opgericht. De Pianofortefabrik Blüthner is een van de oudste en gerenommeerdste pianobouwers ter wereld. Men beweert dat de piano's een warme, romantische en zangerige klank hebben. Hun lyrische karakter komt vooral in de kamermuziek tot zijn recht.

## Geschiedenis van het huis Blüthner

### 1853-1903
Het vak van pianobouwer heeft een grote traditie in Saksen. De stad Leipzig was met Parijs, Londen en Wenen een van de steunpilaren van de Europese muziekcultuur. Wereldberoemd waren destijds het Thomanerchor en het door Felix Mendelssohn Bartholdy gestichte conservatorium. Naast het grote culturele erfgoed was het ook een belangrijke handelsstad met vele bovenregionale contacten en een welvarende burgerij, voor Julius Ferdinand Blüthner de ideale voedingsbodem voor zijn onderneming, die hij op 7 november 1853 stichtte in het westen van Leipzig, op de hoek van de Plagwitzer Straße en de Weststraße.
Het begin was bescheiden. De financiële en technische middelen waren spaarzaam, en waren voldoende voor slechts een paar gehuurde ruimten en drie medewerkers. Blüthner verkocht zijn eerste vleugel in het voorjaar van 1854. Professor Ernst Heinrich Weber had de opdracht een goede vleugel te kopen, en zodoende wisselde de eerste Blüthner vleugel voor 450 taler (daalders) in munten van eigenaar. Gedurende het eerste jaar werden nog negen vleugels gebouwd. De instrumenten werden door hun kwaliteit snel door pianisten en instellingen opgemerkt, en de verkoopcijfers stegen snel.
Zo groeide het bedrijf vanaf 1855 erg snel. In het vierde bedrijfsjaar waren er al veertien medewerkers in dienst. In 1856 kwam het zogenoemde "Blüthner-Patentmechanik" op de markt. Dit was een veermechaniek, waarmee het spelen lichter werd. In 1858 verwierf Julius Blüthner de tot dan toe gehuurde ruimten in eigendom. In 1862 werd het instrument met nummer 500 gefabriceerd. In 1863 werden voor het eerst staande piano's gefabriceerd. Later kocht Blüthner een stuk grond in dezelfde wijk en bouwde daar een op 100 werknemers berekende fabriek. In 1864 betrok het bedrijf met 37 werknemers de nieuwbouw. Korte tijd was het volledig bezet, en werd er industrieel gefabriceerd.
Op Wereldtentoonstellingen viel Blüthner nu ook in de prijzen. De stijgende vraag naar instrumenten bevorderden verdere uitbreiding. In 1870 werd een tweede fabriek gebouwd die met de modernste stoommachines was uitgerust. In 1872 bouwde men een derde fabriek als vervolg op de vorige, en er werden 170 nieuwe werknemers aangenomen.
Blüthners belangrijkste uitvinding is de aliquot stringing voor vleugel en -piano in 1873. Kenmerkend voor dit type is een extra snaar boven ieder koor, die in unisono of een octaaf hoger gestemd is en via snaarresonantie meeklinkt, wat de hoorbaarheid van de boventonen (aliquot) versterkt en een helderder klank geeft.
In Londen werd in 1876 een verkoopfiliaal gesticht, die zowel in Engeland als in de Engelse koloniën instrumenten verkocht. Met vooruitziende blik had Blüthner reeds een wereldomvattend verkoopnetwerk opgezet. Rond 1877 volgden nogmaals uitbreidingen van de fabriek. Tevens moesten droge opslagplaatsen en droogkamers gebouwd worden. De gehele omvatte een heel stratenblok. Reeds na twintig jaar had Blüthner meer dan 800 werknemers in dienst. In 1878 werd een grote zaal ingericht, waarin alle modellen aan het publiek gepresenteerd werden. De tentoonstellingszaal bevond zich in de toenmalige hoofdvestiging van de firma aan de Weststraße.
In 1878 vierde men het 25-jarig jubileum. Een nieuw fabrieksgebouw moest in 1881 gebouwd worden. In 1888 werd een eigen zagerij geopend in Leutzsch, om in de gestadig groeiende behoefte aan op maat gezaagd hout te voorzien, en een reusachtige houtopslag, waarin de benodigde houtsoorten opgeslagen werden. In 1889 werd het 30.000^e instrument vervaardigd.
In 1890 werd een nieuw fabrieksterrein ingericht, dat plaats bood aan 230 werknemers. Door de gestadige uitbreidingen van de fabriek was Blüthner een van de grootste pianofabrikanten van Europa geworden. Totaal bedroegen de uitbreidingen bijna 55.000 m². De jaarlijkse productie steeg tot 1903 tot 3.000 stuks. Tot 1903 werden 62.500 instrumenten gefabriceerd en verkocht. Leipzig was een middelpunt van de pianoindustrie geworden. Naast Blüthner waren ook Feurich, Hupfeld, Schimmel, Zimmermann en vele anderen in die stad gevestigd. Pianisten van naam verbleven graag en vaak in Leipzig.
"Blüthner-vleugels kunnen werkelijk zingen" schreef Wilhelm Furtwängler. Veel van dergelijke complimenten kwamen Julius Blüthner ter ore. Daar konden de beroemde fabrieken van Steinway en Bechstein moeilijk mee wedijveren, die ook in 1853 gesticht waren. In 1854 waren er de eerste lauweren op een vaktentoonstelling. Tot 1903 won Blüthner op twaalf wereldtentoonstellingen de hoogste prijs, naast talrijke andere prijzen.
Blüthner leverde aan vele adellijke hoven, waaronder de Duitse keizerin en koningin van Pruisen, de keizer van Oostenrijk en koning van Hongarije, Tsaar Nikolaas II, de koningen van Saksen, Beieren, Denemarken, Griekenland, Roemenië, de Turkse Sultan, en Koningin Victoria van Engeland.
Componisten als Claude Debussy, Max Reger, Richard Wagner, Pjotr Tschaikowski, Carl Orff, Dmitri Schostakowitsch en Andrew Lloyd Webber bezaten een vleugel van Blüthner. Johannes Brahms en Franz Liszt waren lovend over de vleugels van het merk. Ook beroemde solisten onder wie Claudio Arrau, Ferruccio Busoni, Arthur Rubinstein, Wilhelm Kempff en Oleg Maisenberg horen of hoorden tot de bekende klanten. Ook Paul McCartney kende de lyrische kwaliteiten van de instrumenten van Blüthner. Hij nam in de Abbey Road Studios nummers als "Yesterday", "The Long and Winding Road" en "Hey Jude" met een Blüthner-vleugel op.

### 1903 tot nu
Na 1903 volgde ook voor Blüthner een tijd dat de reproductiepiano een steeds grotere rol ging spelen. In Leipzig was ook de firma Hupfeld gevestigd, een van de grootste producenten van pneumatische systemen in Duitsland. Zo werden vele instrumenten van Blüthner van een zogenaamde Phonola voorzien, wat een merknaam was van Hupfeld. Maar ook andere systemen, zoals Welte-Mignon van de firma M. Welte & Söhne uit Freiburg im Breisgau werden toegepast.
Op 13 april 1910 stierf de oprichter Julius Blüthner op 87-jarige leeftijd. Het bedrijf werd nu door zijn drie zonen Robert, Max en Bruno Blüthner overgenomen. Het uitbreken van de Eerste Wereldoorlog in 1914 bracht de nodige problemen met zich mee. Vele werknemers van de fabriek werden opgeroepen voor militaire dienst en verloren het leven in de oorlog. Vele connecties gingen verloren, vooral die in het buitenland. De export stokte, en in eigen land was er nauwelijks behoefte aan piano's. In het kader van "diensten aan het vaderland" leverde de onderneming aan het leger.
In 1919 begon uiteindelijk de wederopbouw, die niet zo moeilijk bleek als gevreesd werd. Men kreeg post uit het buitenland die tijdens de oorlog was achtergehouden, en ook de daarmee verbonden opdrachten. Oude werknemers keerden terug, en men had het geluk dat snel een goede houtvoorraad aanwezig was. Daarmee kon men bijzonder snel de productie weer ter hand nemen. Oude afzetmarkten die men door de oorlog verloren had, probeerde men terug te winnen. Dit werd door hoge invoerrechten bemoeilijkt. Zo verspreidden de vleugels en piano's van het merk weer in grote aantallen naar Duitse huiskamers en ook naar de rest van de wereld.
De vraag steeg dermate snel, dat de jaarlijkse productie van 3.600 stuks niet meer toereikend was. Zo vierde men in 1928 het 75-jarig jubileum met de 113.000e piano. In 1932 kreeg de firma van de Duitse admiraliteit de opdracht een bijzonder lichte vleugel te bouwen voor het luchtschip Hindenburg. In 1936 stak de eerste Blüthnervleugel met de zeppelin LZ 129 "Hindenburg" door de lucht de Atlantische Oceaan waarbij het eerste pianoconcert uit de lucht door 63 radiozenders over de hele wereld werd uitgezonden. De basisconstructie van deze vleugel bestond uit aluminium, het oppervlak met getaand geel varkensleer overtrokken, om op het gewicht te besparen.
In de Tweede Wereldoorlog kwam de grootste slag voor de tot dan toe van grote problemen verschoonde firma. Na een bombardement in 1943 brandde de fabriek tot de grond toe af, en daarmee zo goed als alle archieven en bijzondere instrumenten. Na de oorlog begon het herstarten van de productie. Veel vrienden en klanten moedigden de firma aan de zaak weer op te bouwen. In 1948 kwamen de eerste vleugels weer op de markt. Wel was de invloed van de familie Blüthner door de nationalisatie sterk beperkt.
In 1953 was het moeilijke begin van de wederopbouw achter de rug, en de vraag was weer zo groot, dat de capaciteit van het bedrijf niet meer toereikend was. In 1970 werd een moderne nieuwbouw voor 100 medewerkers ingewijd. Het bedrijf opereerde onder de naam VEB Blüthner Pianos. In 1978 werd het 125-jarig jubileum gevierd, en het productieaantal van 144.000 bereikt. Na de neergang van de DDR in 1989, de zogenoemde "Wende", werd de onderneming weer eigendom van de familie Blüthner, die meteen in 1990 de oude contacten nieuw leven inbliezen, en vele nieuwe betrekkingen aanknoopten.
Talrijke nieuwe verkoopfirma's in de Verenigde Staten en in andere landen werden opgericht. waardoor een wereldwijde aanwezigheid weer gerealiseerd werd. Vanwege de betere marktpositie en de groeiende vraag werd in 1996 een nieuwe productiehal op het bedrijventerrein Störmthal bij Leipzig gebouwd. In een winkel in het oude raadhuis in Leipzig haakt Blüthner aan bij oude tradities, en verkoopt zijn instrumenten aan klanten. In 2003 vierde de familie Blüthner het 150-jarig jubileum met een grote feestelijke plechtigheid. Sinds het begin van de productie in 1853 waren meer dan 150.000 met de naam Blüthner over de hele wereld geleverd.
In 2005 heeft de pianobouwer voor de derde keer een eigen pianomuziekwedstrijd in Leipzig georganiseerd. De deelnemers kwamen vooral uit de conservatoria uit de omgeving. De winnaars van 2005 zijn Ha-Sun Park (Leipzig), Ying Zhou (Weimar) und Tomoko Takeshito (Leipzig).
In 2012 is Blüthner nieuwe wegen ingeslagen door het uitbreiden van de collectie met twee digitale piano's gebaseerd op de klanken van de Classic Grant.